# Galeruca sicana
Galeruca sicana is een keversoort uit de familie bladkevers (Chrysomelidae). De wetenschappelijke naam van de soort werd in 1860 gepubliceerd door Louis Jérôme Reiche.